# César Rivas Lara
César Enrique Rivas Lara, más conocido como César Rivas Lara, es un escritor y profesor universitario colombiano afrodescendiente nacido el 30 de noviembre de 1946 en el municipio de Riosucio (Chocó), quien ha sido profesor de la Universidad Tecnológica del Chocó.

## Estudios
Estudió y se graduó del Departamento de Filología e Idiomas adscrito a la Facultad de Ciencias de la Educación de la Sede Principal de la Universidad Libre (Colombia).

## Obras
- Poemas de cumpleaños, 1969.
- Veinte poemas desesperados, 1969.
- De Rogerio Velásquez a Miguel A Caicedo, 1974.
- Diccionario popular chocoano y apuntes regionales, 1979.
- Frustración y crimen, 1980.
- Naufragio, 1982.
- Tragicomedia de burócratas, 1983,[2] sobre la cual se escribió una tesis en la Maestría en Lingüística de la Universidad Nacional de Colombia.[3]
- Coplas, décimas y refranes oídos en el Chocó, 1985.
- Perfiles de Diego Luis Córdoba, 1986.[4]
- Homenaje Nacional de Colcultura a Miguel A Caicedo, 1989.
- Cómo escribir un libro, 1989.
- Cuentos para entretener el tiempo, 1999.
- De la expresión popular, el verso y la adivinanza en el folclor literario, 2001.[5]
- Folclor, comedia y carnaval, 2003.
- Tragicomedia de burócratas, 2008.[6]
- Tres grandes afrocolombianos: Rogerio Velásquez, Arnoldo Palacios Y Miguel A Caicedo, 2008.
- Todavía es tiempo de aprender, 2013.[7]
- El hombre de las máscaras, 2015.

#### Literatura crítica
- Los desplazados, 2004.[8]